# 이노카시라도리

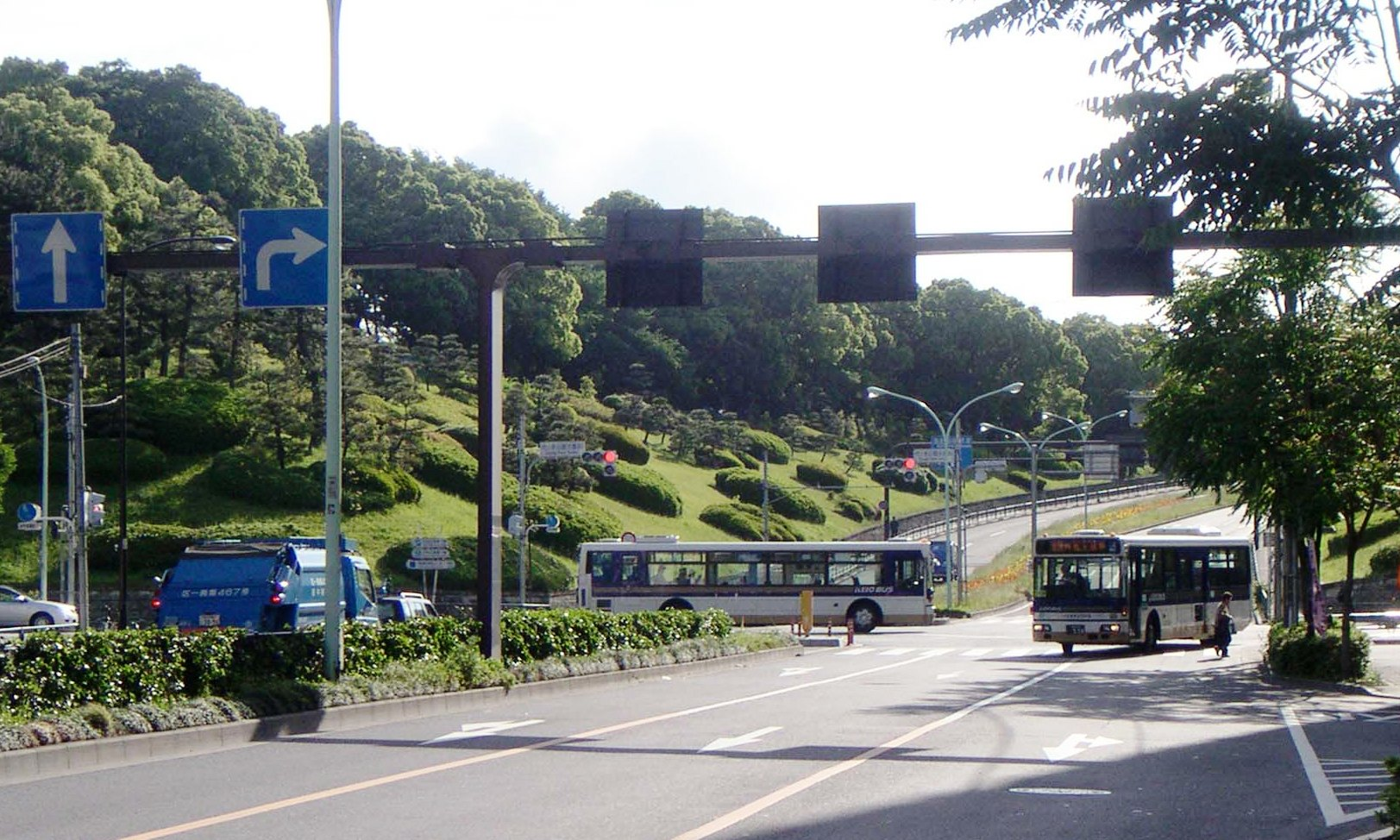

이노카시라도리(일본어: 井ノ頭通り)는 일본 도쿄도에 있는 도로로, 세이부 백화점 A관과 B관 사이로 들어서 완만한 언덕길이 있으며 언덕길을 올라가면, HMV, 로프트, 도큐핸즈 등의 대형 쇼핑몰로 이어진다. 도큐핸즈 주변에는 중소 레코드 가게와 만화 전문점 만다라케를 비롯한 다채로운 장르의 숍이 밀집한 우다가와초가 있다. 이 도로를 따라 계속 걸어가면 NHK 스튜디오 파크를 거쳐 요요기공원으로 연결된다.

## 같이 보기
- 도쿄도도 제7호선
- 도쿄도도 제413호선(일본어판)
- 시부야, 기치조지